# Ten Minutes Older
Ten Minutes Older ist ein Episodenfilm aus 15 Kurzfilmen bekannter Regisseure aus dem Jahr 2002 zum Thema Zeit.
Der Film besteht aus zwei Teilen: „The Trumpet“ (Die Trompete) und „The Cello“ (Das Cello). Vorgabe für jeden Film war eine Spieldauer von 10 Minuten, allen Beteiligten stand das gleiche Budget zur Verfügung. Jeder Regisseur löste die Aufgabe auf die eigene Art und Weise, in Farbe oder Schwarzweiß und mit unterschiedlichen Schauspielern. Tangiert werden alle Bereiche menschlichen Lebens: Geburt und Tod, Liebe und Sexualität, Alltagsdramen und antike Mythen.
Produzenten der Kompilation sind Nicholas McClintock, Nigel Thomas und Ulrich Felsberg. Die Produktions- und Herstellungsleitung hatte Leontine Ruette, Assoziierter Produzent war Michael Komish.
Zwischen den einzelnen Episoden beobachtet ein neunter Kurzfilm Lichtreflexe und Spiegelungen auf fließendem Wasser „als eine Art Metapher für den Fluss der Zeit und der Gedanken“. Gefilmt wurde auf dem River Cam.
Die begleitende Zwischenmusik wurde von Paul Englishby geschrieben.
Der Titel des Films bezieht sich auf den Dokumentarfilm Ten minutes older (Старше на десять минут) des lettischen Regisseurs Herz Frank aus dem Jahr 1978, dem der Film zusammen mit Juris Podnieks und Chris Marker gewidmet ist.
Dem Film ist ein Zitat aus den Selbstbetrachtungen des Marc Aurel vorangestellt:
Die Zeit ist ein Fluß, ein ungestümer Strom, der alles fortreißt. Jegliches Ding, nachdem es zum Vorschein gekommen, ist auch schon wieder fortgerissen, ein anderes wird herbeigetragen, aber auch das wird bald wieder verschwinden.

## Ten Minutes Older: The Trumpet
- Aki Kaurismäki: Dogs Have No Hell (Hunde haben keine Hölle)
- Víctor Erice: Lifeline (Lebenslinie)
- Werner Herzog: Ten Thousand Years Older (Zehntausend Jahre älter)
- Jim Jarmusch: Int. Trailer Night (Innen, Wohnwagen, Nacht)
- Wim Wenders: Twelve Miles to Trona (Zwölf Meilen bis Trona)
- Spike Lee: We Wuz Robbed (Wir sind reingelegt worden)
- Chen Kaige: 100 Flowers Hidden Deep (Hundert Blumen im Verborgenen)

Musik:  Hugh Masekela (Trompete), Paul Clarvis (Percussion), Rutledge Turnlund (Kontrabass)
Die Deutsche Film- und Medienbewertung FBW in Wiesbaden verlieh dem Kompilationsfilm das Prädikat besonders wertvoll.

## Ten Minutes Older: The Cello
- Bernardo Bertolucci: Histoire d'eaux (Die Geschichte vom Wasser)
- Mike Figgis: A Staircase - About Time 2 (Ein Treppenhaus – Über Zeit 2)
- Jiří Menzel: One Moment (Ein Moment)
- István Szabó: Ten Minutes After (Zehn Minuten später)
- Claire Denis: Vers Nancy (In Richtung Nancy)
- Volker Schlöndorff: The Enlightenment (Erleuchtung)
- Michael Radford: Addicted to the Stars (Süchtig nach den Sternen, in der Hauptrolle Daniel Craig)
- Jean-Luc Godard: Dans le noir du temps (In der Schwärze der Nacht)

Musik: Claudio Bohórquez (Cello)